# Plexaura miniacea
Plexaura miniacea är en korallart som beskrevs av Ehrenberg 1834. Plexaura miniacea ingår i släktet Plexaura och familjen Plexauridae. Inga underarter finns listade i Catalogue of Life.